# Pekingské národní plavecké centrum
Pekingské národní plavecké centrum, známé také jako Vodní kostka, je stadion, postavený speciálně pro potřeby olympijských her v roce 2008. Plavecké centrum se nachází v Olympijském parku, v blízkosti Národního stadionu v Pekingu.

## Projekt
Stavební práce začaly 24. prosince 2003. Dokončení se konalo v říjnu 2007

## Specifikace
Stadion má kapacitu 17000 diváků. Na olympijských hrách zde byly pořádány soutěže v plavání, skocích do vody a v synchronizovaném plavání.